# Cipatujah (plaats)
Cipatujah is een bestuurslaag in het regentschap Tasikmalaya van de provincie West-Java, Indonesië. Cipatujah telt 5253 inwoners (volkstelling 2010).